# 森田広
森田 広（もりた ひろし、1889年（明治22年）4月9日 - 1977年（昭和52年）2月25日）は、大日本帝国陸軍軍人。最終階級は陸軍中将。

## 経歴
1889年（明治22年）に和歌山県で生まれた。陸軍士官学校第22期卒業。1936年（昭和11年）に旅順重砲兵連隊長に就任し、1937年（昭和12年）3月1日に陸軍砲兵大佐に進級。11月1日に横須賀重砲兵連隊長に転じ、1939年（昭和14年）に第13軍兵器部長に就任した。
1940年（昭和15年）3月に陸軍少将に進級し、1941年（昭和16年）3月に関東軍野戦兵器廠長に着任。1943年（昭和18年）3月25日には関東軍兵器部長兼補給兵器部長に就任し、1944年（昭和19年）10月26日に陸軍中将に進級。1945年（昭和20年）4月7日に第2総軍兵器部長に就任し、終戦を迎えた。
1947年（昭和22年）11月28日、公職追放仮指定を受けた。